# Susan Silver
Susan Jean Silver (Seattle, 17 de julho de 1958) é uma empresária musical americana, conhecida por seu trabalho com as bandas Soundgarden, Alice in Chains e Screaming Trees. Silver também é dona da firma Susan Silver Management, e do clube The Crocodile em Seattle.

## Biografia
Nascida em Seattle, Washington em 17 de julho de 1958, Susan é a mais velha de três filhos de Samuel e Emmogene (Jean) Silver.
Susan Silver começou sua carreira de empresária em 1983, tendo como cliente a banda The U-Men. Logo em seguida estava empresariando a banda First Thought. Em 1985 ela conheceu a banda Soundgarden, e no ano seguinte virou empresária da banda, cujo vocalista era seu namorado, Chris Cornell. Nessa mesma época, Silver também empresariava a banda Screaming Trees. Silver também trabalhava como gerente da loja de sapatos John Fluevog em Seattle, que anos depois se tornaria famosa por vender as botas Dr. Martens usadas por vários membros das bandas grunge de Seattle. Um de seus empregados na loja era Kevin Martin, vocalista da banda Candlebox.
Em 1988 Silver conheceu o empresário musical Kelly Curtis, que na época tinha uma produtora com seu amigo Ken Deans. Deans era empresário da banda Alice in Chains. Deans deu uma fita cassete do Alice in Chains para Silver e ela gostou das músicas. Silver então foi assistir a um show da banda e os achou divertidos e cheios de energia. Quando Curtis ficou interessado em trabalhar com a banda Mother Love Bone, Deans decidiu que não queria mais trabalhar com o Alice in Chains e ofereceu o posto para Silver e Curtis, que se tornaram co-empresários da banda. Um tempo depois, Curtis se tornou empresário da banda Pearl Jam, deixando para Silver o cargo de empresária do Alice in Chains.
Entre os clientes de Silver também estão as bandas Hater, Inflatable Soule, Crackerbox, Sweet Water, Sponge, a cantora Kristen Barry, e o produtor Terry Date.
Em maio de 1990, a gravadora Sub Pop deu um novo contrato para o Nirvana, mas o vocalista Kurt Cobain e o baixista Krist Novoselic não queriam assiná-lo. Cobain and Novoselic foram pedir ajuda à Silver, que os aconselhou à procurar um advogado. Através de Silver, a banda se encontrou com o advogado Alan Mintz em Los Angeles, que ficou impressionado com a música da banda e começou à enviar demos para grandes gravadoras na esperança de um contrato. A banda acabou assinando com a Geffen Records, que lançou seu álbum de maior sucesso, Nevermind em 1991. Em seu discurso na cerimônia de indução do Nirvana ao Rock & Roll Hall of Fame em 11 de abril de 2014, Krist Novoselic agradeceu Silver por "apresentar o Nirvana à indústria da música apropriadamente".
Em 1998, Silver se aposentou da carreira de empresária para se concentrar na família. Em 2005, Silver e Deborah Semer formaram uma nova empresa de consultoria e gestão em Seattle, a Atmosphere Artist Management. Seu primeiro cliente foi o grupo de música e dança Children of the Revolution.
A banda Alice in Chains ficou inativa entre 1996 até 2005. Após o vocalista Layne Staley morrer de overdose em 2002, a banda só voltou a se apresentar em público novamente em fevereiro de 2005 para um show beneficente com cantores convidados. Após essa experiência, a banda telefonou para Silver dizendo que queria fazer uma turnê. Desde então, Silver é co-empresária da banda junto com David Benveniste e sua firma Velvet Hammer Management.
Desde 2009 Silver é co-proprietária do clube The Crocodile em Seattle, junto com Sean Kinney, baterista do Alice in Chains, e Marcus Charles, o co-fundador do festival Capitol Hill Block Party. Em 2013, a revista Rolling Stone nomeou The Crocodile como um dos melhores clubes da América, ficando na 7ª posição.

## Vida pessoal
Em 1985 Susan começou a namorar o cantor Chris Cornell, vocalista da banda Soundgarden. Em 1986, Silver se tornou empresária do Soundgarden. Silver e Cornell se casaram em 1990, e em 28 de Junho de 2000, nasceu a primeira e única filha do casal, Lillian Jean. Cornell tatuou a data de aniversário de Silver em seu ombro direito, e compôs a canção "Moonchild" de seu álbum solo Euphoria Morning para ela. O casal era conhecido por ser discreto e evitar o assédio da mídia. Silver e Cornell se divorciaram em 2004.
Questionado sobre quem são seus heróis durante uma entrevista coletiva em 2002, Jerry Cantrell, vocalista e guitarrista do Alice in Chains, citou Silver como um de seus heróis. Em seu discurso de agradecimento pelo prêmio Stevie Ray Vaughan Award no evento MusiCares MAP Fund Benefit em 31 de maio de 2012, Jerry Cantrell agradeceu Silver por ser uma das pessoas que o ajudaram a ir para uma clínica de reabilitação e se recuperar de seu vício em drogas. Cantrell chamou Silver de "irmã" durante o discurso.